# Rádio Assunção
A Rádio Assunção, também chamada de Rádio Assunção Cearense, é uma estação de rádio comercial brasileira de Fortaleza, capital do estado do Ceará, transmitida na frequência de 620 kHz em AM. Fundada em 1962 pela Arquidiocese de Fortaleza e vendida cerca de vinte anos depois ao político Moésio Loiola, produz programação popular com foco em cobertura esportiva e noticiários.

## História
A Rádio Assunção foi inaugurada em 11 de fevereiro de 1962 pela Arquidiocese de Fortaleza, sob superintendência do Padre Francisco Pinheiro Landim, numa cerimônia realizada pelo Arcebispo de Fortaleza Dom Antônio de Almeida Lustosa. A rádio foi nomeada Rádio Nossa Senhora da Assunção, mas para facilitar a comunicação no ar, teve seu nome reduzido para Assunção e Assunção Cearense - este último em virtude da razão social da emissora. Em seu início, a programação da emissora era predominantemente religiosa, sendo a primeira na região com este tipo de programação. Em junho do mesmo ano, é concedida à rádio autorização para transmissão em ondas tropicais, facilitando uma expansão do sinal para o interior do Ceará e estados da região Nordeste.
Com o Golpe de Estado no Brasil em 1964, a direção comercial da emissora passou a ser comandada por Geraldo Fontenele, que mudou a programação da rádio e passou a transmitir uma grade direcionada ao jornalismo e ao esporte - este último através da contratação do radialista Gomes Farias. Na época, o governo cortou verbas de incentivos e cancelou diversas concessões de emissoras concorrentes. Em 1966, Landim deixa a superintendência da rádio e o cargo é assumido pelo Padre Geraldo Campos, permanecendo até 1969 com a entrada do radialista José Cabral de Araújo, que realizou uma série de mudanças no setor esportivo. Em 1973, vários radialistas e funcionários deixam a Assunção e são contratados pela Rádio Verdes Mares, provocando uma mudança na programação da emissora que passa a incorporar uma programação musical. Paraplégico, Cabral de Araújo deixa a rádio em outubro de 1973 por problemas de saúde, sendo Geraldo Fontenele seu substituto.
Assumindo a Arquidiocese de Fortaleza em agosto de 1973, Dom Aloísio Lorscheider anuncia em outubro de 1981 que a emissora seria vendida. A negociação foi concluída em dezembro do mesmo ano, junto com a venda do jornal O Nordeste, o Palácio São José e o Banco Popular, todos de propriedade da Arquidiocese. Moésio Loiola e seu irmão José Maria de Melo assumem como proprietários da Assunção no ano seguinte e a mesma passa a ter toda a sua programação de conteúdo popular. A partir de 1996, a emissora passa a ser a matriz da Rede Cearense de Notícias (RCN Sat), em uma parceria que durou até o ano 2000, quando sua programação é arrendada à Comunidade Católica Shalom. O contrato se encerrou em 10 de maio de 2006 e a rádio permaneceu com programação musical até 3 de junho do mesmo ano, quando passou a retransmitir a Rádio Globo e ser nomeada Rádio Globo Fortaleza.

Logotipo de 2020 da Rádio Assunção

Em junho de 2012 foi sabido publicamente que a estação não iria renovar o contrato de afiliação com a Rádio Globo e voltaria a ser identificada pelo nome original, além de haver adquirido um transmissor digital para viabilizar um aumento em sua potência. A Rádio Assunção retornou ao ar em 16 de julho, e alguns horários da programação local passaram a ser preenchidos pela retransmissão da Rádio Bandeirantes, de São Paulo.
Em setembro de 2020 o investidor Paulo Santiago, que estava desde 2017 na Rádio Assunção, onde iniciou como comentarista esportivo e depois tornou-se produtor e apresentador, assumiu também como seu arrendatário para um período de dois anos com opção de renovação, ocasionando mudanças em sua programação a partir de novembro. No início de maio de 2021 ele desligou-se da estação, que retornou ao comando integral de Moésio Loiola.